# Seznam kardinálů zemřelých ve 20. století
Toto je seznam kardinálů zemřelých ve 20. století:

## Zemřelí v roce 1901
- Sebastiano kardinál Galeati (8. února 1822 – 25. ledna 1901)
- Antonio María kardinál Cascajares y Azara (2. března 1834 – 27. července 1901)

## Zemřelí v roce 1902
- Donato Maria kardinál Dell'Olio (27. prosince 1847 – 18. ledna 1902)
- Pasquale Raffaele Agostino kardinál Ciasca OSA (7. května 1835 – 6. února 1902)
- Jakob kardinál Missia (30. června 1838 – 23. března 1902)
- Agostino Gaetano kardinál Riboldi (18. února 1839 – 25. dubna 1902)
- Lőrinc kardinál Schlauch (27. března 1824 – 10. července 1902)
- Mieczysław kardinál Halka-Ledóchowski (29. října 1822 – 22. července 1902)
- Gaetano kardinál Aloisi Masella (30. září 1826 – 22. listopadu 1902)

## Zemřelí v roce 1903
- Lucido Maria kardinál Parocchi (13. srpna 1833 – 15. ledna 1903)
- Herbert Alfred kardinál Vaughan (15. dubna 1832 – 19. června 1903)
- Sebastián kardinál Herrero y Espinosa de los Monteros CO (20. ledna 1822 – 9. prosince 1903)

## Zemřelí v roce 1904
- Michelangelo Pietro Geremia kardinál Celesia OSB (13. ledna 1814 – 14. dubna 1904)
- Mario kardinál Mocenni (22. ledna 1823 – 14. listopadu 1904)

## Zemřelí v roce 1905
- Benoît-Marie kardinál Langénieux (15. října 1824 – 1. ledna 1905)
- Andrea kardinál Aiuti (17. června 1849 – 28. dubna 1905)
- Raffaele kardinál Pierotti OP (1. ledna 1836 – 7. září 1905)

## Zemřelí v roce 1906
- blahoslavený Marcelo kardinál Spínola y Maestre (14. ledna 1835 – 20. ledna 1906)
- Pierre-Lambert kardinál Goossens (18. července 1827 – 25. ledna 1906)
- Adolphe Louis Albert kardinál Perraud (7. února 1828 – 10. února 1906)
- Achille kardinál Manara (20. listopadu 1827 – 15. února 1906)
- Giuseppe kardinál Callegari (4. listopadu 1841 – 14. dubna 1906)
- Guillaume-Marie-Joseph kardinál Labouré (27. října 1841 – 21. dubna 1906)
- Felice kardinál Cavagnis (15. ledna 1841 – 29. prosince 1906)
- Luigi kardinál Tripepi (21. června 1836 – 29. prosince 1906)

## Zemřelí v roce 1907
- Luigi kardinál Macchi (3. března 1832 – 29. března 1907)
- Domenico kardinál Svampa (13. června 1851 – 10. srpna 1907)
- Emidio kardinál Taliani (19. dubna 1838 – 24. srpna 1907)
- Andreas kardinál Steinhuber SJ (11. listopadu 1824 – 15. října 1907)

## Zemřelí v roce 1908
- François-Marie-Benjamin kardinál Richard de la Vergne (1. března 1819 – 28. ledna 1908)
- Giovanni Battista kardinál Casali del Drago (30. ledna 1838 – 17. března 1908)
- Gennaro kardinál Portanova (11. října 1845 – 25. dubna 1908)
- Carlo kardinál Nocella (25. listopadu 1826 – 22. července 1908)
- François-Désiré kardinál Mathieu (27. května 1839 – 26. října 1908)
- Salvador kardinál Casañas i Pagès (5. září 1834 – 27. října 1908)
- Victor Lucien Sulpice kardinál Lecot (8. ledna 1831 – 19. prosince 1908)

## Zemřelí v roce 1909
- Serafino kardinál Cretoni (4. září 1833 – 3. února 1909)
- blahoslavený Ciriaco María kardinál Sancha y Hervás (18. června 1833 – 28. února 1909)

## Zemřelí v roce 1910
- Francesco kardinál Satolli (21. července 1839 – 8. ledna 1910)
- Alessandro kardinál Sanminiatelli Zabarella (4. srpna 1840 – 24. listopadu 1910)

## Zemřelí v roce 1911
- Francesco kardinál Segna (31. srpna 1836 – 4. ledna 1911)
- Beniamino kardinál Cavicchioni (27. prosince 1836 – 17. dubna 1911)
- Anton Josef kardinál Gruscha (3. listopadu 1820 – 15. srpna 1911)
- Patrick Francis kardinál Moran (16. prosince 1830 – 17. srpna 1911)
- Jan Maurycy Paweł kardinál Puzyna de Kosielsko (13. září 1842 – 8. září 1911)

## Zemřelí v roce 1912
- Antonius Hubert kardinál Fischer (30. května 1840 – 30. července 1912)
- József kardinál Samassa (30. října 1828 – 20. srpna 1912)
- Pierre-Hector kardinál Coullié (15. března 1829 – 11. září 1912)
- Alfonso kardinál Capecelatro di Castelpagano CO (5. února 1824 – 14. listopadu 1912)

## Zemřelí v roce 1913
- Franz Xavier Maria kardinál Nagl (26. listopadu 1855 – 4. února 1913)
- Pietro kardinál Respighi (22. září 1843 – 22. března 1913)
- José de Calasanz Félix Santiago kardinál Vives y Tutó OFMCap (15. února 1854 – 7. září 1913)
- Gregorio María kardinál Aguirre y García OFM (12. března 1835 – 10. října 1913)
- Luigi kardinál Oreglia di Santo Stefano (9. července 1828 – 7. prosince 1913)
- Mariano kardinál Rampolla del Tindaro (17. srpna 1843 – 16. prosince 1913)

## Zemřelí v roce 1914
- Casimiro kardinál Gennari (29. prosince 1839 – 31. ledna 1914)
- Johannes Baptist kardinál Katschthaler (29. května 1832 – 27. února 1914)
- Georg kardinál von Kopp (25. července 1837 – 4. března 1914)
- Giovanni Battista kardinál Lugari (18. února 1846 – 31. července 1914)
- Domenico kardinál Ferrata (4. března 1847 – 10. října 1914)
- Aristide kardinál Cavallari (8. února 1849 – 24. listopadu 1914)
- François Virgile kardinál Dubillard (16. února 1845 – 1. prosince 1914)
- Angelo kardinál Di Pietro (22. května 1828 – 5. prosince 1914)

## Zemřelí v roce 1915
- Scipione kardinál Tecchi (27. června 1854 – 7. února 1915)
- Antonio kardinál Agliardi (4. září 1832 – 19. března 1915)
- Serafino kardinál Vannutelli (26. listopadu 1834 – 19. srpna 1915)
- Kolos Ferenc kardinál Vaszary OSB (12. února 1832 – 3. září 1915)
- Benedetto kardinál Lorenzelli (11. května 1853 – 15. září 1915)
- František Saleský kardinál Bauer (26. ledna 1841 – 26. listopadu 1915)

## Zemřelí v roce 1916
- Girolamo Maria kardinál Gotti OCD (29. března 1834 – 19. března 1916)
- Hector-Irénée kardinál Sevin (22. března 1852 – 4. května 1916)
- Francesco Salesio kardinál Della Volpe (24. prosince 1844 – 5. listopadu 1916)

## Zemřelí v roce 1917
- Diomede Angelo Raffaele Gennaro kardinál Falconio OFM (20. září 1842 – 8. února 1917)
- Károly kardinál Hornig von Hornburg (10. srpna 1842 – 9. února 1917)
- Franziskus A. kardinál von Bettinger (17. září 1850 – 12. dubna 1917)

## Zemřelí v roce 1918
- Domenico kardinál Serafini OSB (3. srpna 1852 – 5. března 1918)
- Sebastiano kardinál Martinelli OSA (20. srpna 1848 – 4. července 1918)
- John Murphy kardinál Farley (20. dubna 1842 – 17. září 1918)
- Giulio kardinál Tonti (9. prosince 1844 – 11. prosince 1918)

## Zemřelí v roce 1919
- Francesco di Paola kardinál Cassetta (12. srpna 1841 – 23. března 1919)
- Felix kardinál von Hartmann (15. prosince 1851 – 11. listopadu 1919)
- José María Justo kardinál Cos y Macho (6. srpna 1838 – 17. prosince 1919)

## Zemřelí v roce 1920
- Aristide kardinál Rinaldini (5. února 1844 – 11. února 1920)
- Filippo kardinál Giustini (8. května 1852 – 18. března 1920)
- Giulio kardinál Boschi (2. března 1838 – 15. května 1920)
- Léon-Adolphe kardinál Amette (6. září 1850 – 29. srpna 1920)
- Victoriano kardinál Guisasola y Menéndez (21. dubna 1852 – 2. září 1920)
- José Sebastião kardinál de Almeida Neto OFM (8. února 1841 – 7. prosince 1920)

## Zemřelí v roce 1921
- Filippo kardinál Camassei (14. září 1848 – 18. ledna 1921)
- blahoslavený Andrea Carlo kardinál Ferrari (13. srpna 1850 – 2. února 1921)
- James kardinál Gibbons (23. července 1834 – 24. března 1921)
- Giorgio kardinál Gusmini (9. prosince 1855 – 24. srpna 1921)
- Auguste René Marie kardinál Dubourg (1. října 1842 – 22. září 1921)
- François Marie Anatole kardinál de Rovérié de Cabrières (30. srpna 1830 – 21. prosince 1921)

## Zemřelí v roce 1922
- Enrique kardinál Almaraz y Santos (22. září 1847 – 22. ledna 1922)
- Teodoro kardinál Valfrè di Bonzo (21. srpna 1853 – 25. června 1922)
- José María kardinál Martín de Herrera y de la Iglesia (26. srpna 1835 – 8. prosince 1922)

## Zemřelí v roce 1923
- Giuseppe Antonio Ermenegildo kardinál Prisco (8. září 1833 – 4. února 1923)
- Bartolomeo kardinál Bacilieri (28. března 1842 – 14. února 1923)
- Juan kardinál Soldevila y Romero (29. října 1843 – 4. června 1923)
- Nicolò kardinál Marini (20. srpna 1843 – 7. července 1923)
- Agostino kardinál Richelmy (29. listopadu 1850 – 10. srpna 1923)

## Zemřelí v roce 1924
- Michael kardinál Logue (1. října 1840 – 19. listopadu 1924)
- Oreste kardinál Giorgi (19. května 1856 – 30. prosince 1924)

## Zemřelí v roce 1925
- Louis-Nazaire kardinál Bégin (10. ledna 1840 – 18. července 1925)

## Zemřelí v roce 1926
- Désiré Félicien François Joseph kardinál Mercier (21. listopadu 1851 – 23. ledna 1926)
- Edmund kardinál Dalbor (30. října 1869 – 13. února 1926)
- Juan Bautista kardinál Benlloch y Vivó (29. prosince 1864 – 14. února 1926)
- Augusto kardinál Silj (9. července 1846 – 26. února 1926)
- Giovanni kardinál Cagliero SDB (11. ledna 1838 – 28. února 1926)
- Stanislas-Arthur-Xavier kardinál Touchet (15. listopadu 1848 – 23. září 1926)

## Zemřelí v roce 1927
- Vittorio Amedeo kardinál Ranuzzi de' Bianchi (14. července 1857 – 16. února 1927)
- Ottavio kardinál Cagiano de Azevedo (7. listopadu 1845 – 11. července 1927)
- Ján kardinál Černoch (18. června 1852 – 25. července 1927)
- Enrique kardinál Reig y Casanova (20. ledna 1859 – 27. srpna 1927)
- Patrick Joseph kardinál O'Donnell (28. listopadu 1856 – 22. října 1927)
- Alessandro kardinál Lualdi (12. srpna 1858 – 12. listopadu 1927)
- Giovanni Vincenzo kardinál Bonzano (27. září 1867 – 26. listopadu 1927)

## Zemřelí v roce 1928
- Giovanni kardinál Tacci Porcelli (12. listopadu 1863 – 30. června 1928)
- Gaetano kardinál De Lai (26. července 1853 – 24. října 1928)
- Giuseppe kardinál Francica-Nava de Bontifè (23. července 1846 – 7. prosince 1928)

## Zemřelí v roce 1929
- Eugenio kardinál Tosi OSsCA (6. května 1864 – 7. ledna 1929)
- Antonio kardinál Vico (9. ledna 1847 – 25. února 1929)
- Aurelio kardinál Galli (26. února 1866 – 26. března 1929)
- Evaristo kardinál Lucidi (4. října 1866 – 31. března 1929)
- Francis Aidan kardinál Gasquet OSB (5. října 1846 – 5. dubna 1929)
- António kardinál Mendes Bello (18. června 1842 – 5. srpna 1929)
- Louis-Ernest kardinál Dubois (1. září 1856 – 23. září 1929)
- Giuseppe kardinál Gamba (25. dubna 1857 – 26. prosince 1929)

## Zemřelí v roce 1930
- Carlo kardinál Perosi (18. prosince 1868 – 22. února 1930)
- Rafael María José Pedro Francisco Borja Domingo Gerardo de la Santísma Trinidad kardinál Merry del Val y Zulueta (10. října 1865 – 26. února 1930)
- Joaquim kardinál Arcoverde de Albuquerque Cavalcanti (17. ledna 1850 – 18. dubna 1930)
- Louis Henri Joseph kardinál Luçon (28. října 1842 – 28. května 1930)
- Vincenzo kardinál Vannutelli (5. prosince 1836 – 9. července 1930)
- Vicente kardinál Casanova y Marzol (10. dubna 1854 – 23. října 1930)
- Alexis-Armand kardinál Charost (14. listopadu 1860 – 7. listopadu 1930)
- Alfonso Maria kardinál Mistrangelo SchP (26. dubna 1852 – 7. listopadu 1930)

## Zemřelí v roce 1931
- Pietro kardinál Maffi (12. října 1858 – 17. března 1931)
- Basilio kardinál Pompilj (16. dubna 1858 – 5. května 1931)
- Felix-Raymond-Marie kardinál Rouleau OP (6. dubna 1866 – 31. května 1931)
- Francesco kardinál Ragonesi (21. prosince 1850 – 14. září 1931)

## Zemřelí v roce 1932
- Friedrich Gustav kardinál Piffl (15. října 1864 – 21. dubna 1932)
- Willem Marinus kardinál van Rossum CSsR (3. září 1854 – 30. srpna 1932)

## Zemřelí v roce 1933
- Andreas Franz kardinál Frühwirth OP (21. srpna 1845 – 9. února 1933)
- Bonaventura kardinál Cerretti (17. června 1872 – 8. května 1933)
- Raffaele kardinál Scapinelli di Leguigno (25. dubna 1858 – 16. září 1933)

## Zemřelí v roce 1934
- Franziskus kardinál Ehrle SJ (17. října 1845 – 31. března 1934)
- Giuseppe kardinál Mori (24. ledna 1850 – 30. září 1934)
- Pietro kardinál Gasparri (5. května 1852 – 18. listopadu 1934)
- Francis Alphonsus kardinál Bourne (23. března 1861 – 31. prosince 1934)

## Zemřelí v roce 1935
- Pierre Paulin kardinál Andrieu (8. prosince 1849 – 14. února 1935)
- Achille kardinál Locatelli (15. března 1856 – 5. dubna 1935)
- Pietro kardinál La Fontaine (29. listopadu 1860 – 9. července 1935)
- Michele kardinál Lega (1. ledna 1860 – 16. prosince 1935)

## Zemřelí v roce 1936
- Luigi kardinál Sincero (26. března 1870 – 7. února 1936)
- Alexis-Henri-Marie kardinál Lépicier OSM (28. února 1863 – 20. května 1936)
- Charles-Henri-Joseph kardinál Binet (8. dubna 1869 – 15. července 1936)
- Louis-Joseph kardinál Maurin (15. února 1859 – 16. listopadu 1936)

## Zemřelí v roce 1937
- Eustaquio kardinál Ilundain y Esteban (20. září 1862 – 10. srpna 1937)
- Gaetano kardinál Bisleti (20. března 1856 – 30. srpna 1937)

## Zemřelí v roce 1938
- Luigi kardinál Capotosti (23. února 1863 – 16. února 1938)
- Carlo Dalmazio kardinál Minoretti (17. září 1861 – 13. března 1938)
- Giulio kardinál Serafini (12. října 1867 – 16. července 1938)
- Patrick Joseph kardinál Hayes (20. listopadu 1867 – 4. září 1938)
- Camillo kardinál Laurenti (20. listopadu 1861 – 6. září 1938)
- Lev kardinál Skrbenský z Hříště (12. června 1863 – 24. prosince 1938)
- Aleksander kardinál Kakowski (5. února 1862 – 30. prosince 1938)

## Zemřelí v roce 1939
- Donato Raffaele kardinál Sbarretti Tazza (12. listopadu 1856 – 1. dubna 1939)
- Domenico kardinál Mariani (3. dubna 1863 – 23. dubna 1939)
- Angelo Maria kardinál Dolci (12. července 1867 – 13. září 1939)
- George William kardinál Mundelein (2. července 1872 – 2. října 1939)

## Zemřelí v roce 1940
- Jean kardinál Verdier PSS (19. února 1864 – 9. dubna 1940)
- Isidre kardinál Gomà i Tomàs (19. prosince 1869 – 22. srpna 1940)

## Zemřelí v roce 1941
- Karl Joseph kardinál Schulte (14. září 1871 – 11. března 1941)
- Karel Boromejský kardinál Kašpar (16. května 1870 – 21. dubna 1941)
- Lorenzo kardinál Lauri (15. října 1864 – 8. října 1941)

## Zemřelí v roce 1942
- Tommaso Pio kardinál Boggiani OP (19. ledna 1863 – 26. února 1942)
- Alfred-Henri-Marie kardinál Baudrillart (6. ledna 1859 – 19. května 1942)
- Sebastião Leme kardinál da Silveira Cintra (20. ledna 1882 – 17. října 1942)

## Zemřelí v roce 1943
- Arthur kardinál Hinsley (25. srpna 1865 – 17. března 1943)
- Ermenegildo kardinál Pellegrinetti (27. března 1876 – 29. března 1943)
- Federico kardinál Cattani Amadori (17. dubna 1856 – 11. dubna 1943)
- Francisco de Asís kardinál Vidal y Barraquer (3. října 1868 – 13. září 1943)
- Vincenzo kardinál Lapuma (22. ledna 1874 – 4. listopadu 1943)
- Carlo kardinál Cremonesi (4. listopadu 1866 – 25. listopadu 1943)

## Zemřelí v roce 1944
- William Henry kardinál O'Connell (8. prosince 1859 – 22. dubna 1944)
- Luigi kardinál Maglione (2. března 1877 – 22. srpna 1944)

## Zemřelí v roce 1945
- Jusztinián György kardinál Serédi OSB (23. dubna 1884 – 29. března 1945)
- Adolf kardinál Bertram (14. března 1859 – 6. července 1945)
- Seosamh kardinál Mac Ruairí (19. března 1861 – 13. října 1945)

## Zemřelí v roce 1946
- Pietro kardinál Boetto SJ (19. května 1871 – 31. ledna 1946)
- John Joseph kardinál Glennon (14. června 1862 – 9. března 1946)
- blahoslavený Clemens Augustinus Joseph Emmanuel Pius Antonius Hubertus Marie kardinál von Galen (16. března 1878 – 22. března 1946)
- Enrico kardinál Gasparri (25. července 1871 – 20. května 1946)
- Agustín kardinál Parrado y García (5. října 1872 – 8. října 1946)
- Camillo kardinál Caccia Dominioni (7. února 1877 – 12. listopadu 1946)

## Zemřelí v roce 1947
- Jean-Marie-Rodrigue kardinál Villeneuve OMI (2. listopadu 1883 – 17. ledna 1947)
- Carlo kardinál Salotti (25. července 1870 – 24. října 1947)
- Pierre André Charles kardinál Petit de Julleville (22. listopadu 1876 – 10. prosince 1947)

## Zemřelí v roce 1948
- Gennaro kardinál Granito Pignatelli di Belmonte (10. dubna 1851 – 16. února 1948)
- Enrico kardinál Sibilia (17. listopadu 1861 – 4. srpna 1948)
- Manuel kardinál Arce y Ochotorena (18. srpna 1879 – 16. září 1948)
- Raffaele Carlo kardinál Rossi OCD (28. října 1876 – 17. září 1948)
- August kardinál Hlond SDB (5. července 1881 – 22. října 1948)

## Zemřelí v roce 1949
- Emmanuel Célestin kardinál Suhard (5. dubna 1874 – 30. května 1949)
- Francesco kardinál Marmaggi (31. srpna 1870 – 3. listopadu 1949)

## Zemřelí v roce 1950
- Luigi kardinál Lavitrano (7. března 1874 – 2. srpna 1950)
- Johann Konrad Augustin Maria Felix kardinál hrabě von Preysing-Lichtenegg-Moos (30. srpna 1880 – 21. prosince 1950)

## Zemřelí v roce 1951
- Francesco kardinál Marchetti Selvaggiani (1. října 1871 – 13. ledna 1951)
- Dennis Joseph kardinál Dougherty (16. srpna 1865 – 31. května 1951)
- Adam Stefan Stanisław Bonifacy Józef kardinál Sapieha (14. května 1867 – 21. července 1951)

## Zemřelí v roce 1952
- Giovanni Battista kardinál Nasalli Rocca di Corneliano (27. srpna 1872 – 13. března 1952)
- Alessio kardinál Ascalesi CPpS (22. října 1872 – 11. května 1952)
- Michael kardinál von Faulhaber (5. března 1869 – 12. června 1952)

## Zemřelí v roce 1954
- Massimo kardinál Massimi (10. dubna 1877 – 6. března 1954)
- blahoslavený Alfredo Ildefonso kardinál Schuster O.S.B. (18. ledna 1880 – 30. srpna 1954)
- Francesco kardinál Borgongini Duca (26. února 1884 – 4. října 1954)
- Domenico kardinál Jorio (7. října 1867 – 21. října 1954)
- Giuseppe kardinál Bruno (30. června 1875 – 10. listopadu 1954)
- Juan Gualberto kardinál Guevara (12. července 1882 – 27. listopadu 1954)

## Zemřelí v roce 1955
- Johannes kardinál de Jong (10. září 1885 – 8. září 1955)
- Theodor kardinál Innitzer (25. prosince 1875 – 9. října 1955)

## Zemřelí v roce 1956
- Bernard William kardinál Griffin (21. února 1899 – 19. srpna 1956)
- Jules-Géraud kardinál Saliège (24. února 1870 – 5. listopadu 1956)

## Zemřelí v roce 1957
- Pedro kardinál Segura y Sáenz (4. prosince 1880 – 8. dubna 1957)
- Giovanni kardinál Mercati (17. prosince 1866 – 23. srpna 1957)
- Adeodato Giovanni kardinál Piazza OCD (30. září 1884 – 30. listopadu 1957)

## Zemřelí v roce 1958
- Alessandro kardinál Verde (27. března 1865 – 29. března 1958)
- Samuel Alphonsius kardinál Stritch (17. srpna 1887 – 27. května 1958)
- Celso Benigno Luigi kardinál Costantini (3. dubna 1876 – 17. října 1958)
- Edward Aloysius kardinál Mooney (9. května 1882 – 25. října 1958)
- José María kardinál Caro Rodríguez (23. června 1866 – 4. prosince 1958)

## Zemřelí v roce 1959
- Georges François Xavier Marie kardinál Grente (5. května 1872 – 4. května 1959)
- Crisanto kardinál Luque Sánchez (1. února 1889 – 7. května 1959)
- Federico kardinál Tedeschini (12. října 1873 – 2. listopadu 1959)

## Zemřelí v roce 1960
- blahoslavený Alojzije Viktor kardinál Stepinac (8. května 1898 – 10. února 1960)
- Pietro kardinál Fumasoni Biondi (4. září 1872 – 12. července 1960)
- John Francis kardinál O'Hara CSC (1. srpna 1888 – 28. srpna 1960)
- Giuseppe kardinál Fietta (6. listopadu 1883 – 1. října 1960)
- Joseph kardinál Wendel (27. května 1901 – 31. prosince 1960)

## Zemřelí v roce 1961
- Marcello kardinál Mimmi (18. července 1882 – 6. března 1961)
- Domenico kardinál Tardini (29. února 1888 – 30. července 1961)
- Nicola kardinál Canali (6. června 1874 – 3. srpna 1961)
- Jozef Ernest kardinál Van Roey (13. ledna 1874 – 6. srpna 1961)
- Elia kardinál Dalla Costa (14. května 1872 – 22. prosince 1961)

## Zemřelí v roce 1962
- Gaetano kardinál Cicognani (26. listopadu 1881 – 5. února 1962)
- Teodósio Clemente kardinál de Gouveia (13. května 1889 – 6. února 1962)
- Aloisius Joseph kardinál Muench (18. února 1889 – 15. února 1962)
- Giovanni kardinál Panico (12. dubna 1895 – 7. července 1962)
- Gabriel Acacius kardinál Coussa BA (3. srpna 1897 – 29. července 1962)

## Zemřelí v roce 1963
- William kardinál Godfrey (25. září 1889 – 22. ledna 1963)
- John Francis kardinál D'Alton (11. října 1882 – 1. února 1963)
- Manuel kardinál Arteaga y Betancourt (28. prosince 1879 – 20. března 1963)
- Valerio kardinál Valeri (7. listopadu 1883 – 22. července 1963)

## Zemřelí v roce 1964
- André Damien Ferdinand kardinál Jullien PSS (25. října 1882 – 11. ledna 1964)
- Carlo kardinál Chiarlo (4. listopadu 1881 – 21. ledna 1964)
- Clément Émile kardinál Roques (8. prosince 1880 – 4. září 1964)

## Zemřelí v roce 1965
- Pierre-Marie kardinál Gerlier (14. ledna 1880 – 17. ledna 1965)
- Clemente kardinál Micara (24. prosince 1879 – 11. března 1965)
- Maurilio kardinál Fossati (24. května 1876 – 30. března 1965)
- Albert Gregory kardinál Meyer (9. března 1903 – 9. dubna 1965)
- Giulio kardinál Bevilacqua CO (15. září 1881 – 6. května 1965)

## Zemřelí v roce 1966
- Alfonso kardinál Castaldo (6. listopadu 1890 – 3. března 1966)
- Joaquim Anselmo Maria kardinál Albareda y Ramoneda OSB (16. února 1892 – 19. července 1966)
- Pietro kardinál Ciriaci (2. prosince 1885 – 30. prosince 1966)

## Zemřelí v roce 1967
- Santiago Luis kardinál Copello (7. ledna 1880 – 9. února 1967)
- Francesco kardinál Bracci (5. listopadu 1879 – 24. března 1967)
- Enrico kardinál Dante (5. července 1884 – 24. dubna 1967)
- Joseph Elmer kardinál Ritter (20. července 1892 – 10. června 1967)
- Ernesto kardinál Ruffini (19. ledna 1888 – 11. června 1967)
- Thomas kardinál Tián Gēngxīn SVD (27. září 1890 – 24. července 1967)
- Jozef Leo kardinál Cardijn (18. listopadu 1882 – 25. července 1967)
- Maximos IV. kardinál Saïgh SMSP (10. dubna 1878 – 5. listopadu 1967)
- Francis Joseph kardinál Spellman (4. května 1889 – 2. prosince 1967)
- Antonio kardinál Riberi (15. června 1897 – 16. prosince 1967)
- Alfredo kardinál Pacini (10. února 1888 – 23. prosince 1967)

## Zemřelí v roce 1968
- Ignác Gabriel I. kardinál Tappouni (3. listopadu 1879 – 29. ledna 1968)
- Paul-Marie-André kardinál Richaud (16. dubna 1887 – 5. února 1968)
- Pierre Marie Joseph kardinál Veuillot (5. ledna 1913 – 14. února 1968)
- Francis John Joseph kardinál Brennan (7. května 1894 – 2. července 1968)
- Enrique kardinál Plá y Deniel (19. prosince 1876 – 5. července 1968)
- Francesco kardinál Morano (8. června 1872 – 12. července 1968)
- Ángel kardinál Herrera Oria (19. prosince 1886 – 28. července 1968)
- Carlos María Javier kardinál de la Torre y Nieto (14. listopadu 1873 – 31. července 1968)
- Augusto Álvaro kardinál da Silva (8. dubna 1876 – 14. srpna 1968)
- Augustin kardinál Bea SJ (28. května 1881 – 16. listopadu 1968)

## Zemřelí v roce 1969
- Gustavo kardinál Testa (28. července 1886 – 28. února 1969)
- Josef kardinál Beran (29. prosince 1888 – 17. května 1969)
- Nicolás kardinál Fasolino (3. ledna 1887 – 13. srpna 1969)
- Giovanni kardinál Urbani (26. března 1900 – 17. září 1969)

## Zemřelí v roce 1970
- Peter Tatsuo kardinál Doi (22. prosince 1892 – 21. února 1970)
- blahoslavený Iuliu kardinál Hossu (30. ledna 1885 – 28. května 1970)
- Giuseppe kardinál Pizzardo (13. července 1877 – 1. srpna 1970)
- Benedetto kardinál Aloisi Masella (29. června 1879 – 30. září 1970)
- Richard James kardinál Cushing (24. srpna 1895 – 2. listopadu 1970)
- Benno Walter kardinál Gut OSB (1. dubna 1897 – 8. prosince 1970)

## Zemřelí v roce 1971
- Antonio kardinál Bacci (4. září 1885 – 20. ledna 1971)
- Jaime kardinál de Barros Câmara (3. července 1894 – 18. února 1971)
- Michael kardinál Browne OP (6. května 1887 – 31. března 1971)
- Krikor Bedros XV. kardinál Agagianian (18. září 1895 – 16. května 1971)
- Federico kardinál Callori di Vignale (15. prosince 1890 – 10. srpna 1971)
- Fernando kardinál Quiroga y Palacios (21. ledna 1900 – 7. prosince 1971)

## Zemřelí v roce 1972
- Eugène-Gabriel-Gervais-Laurent kardinál Tisserant (24. března 1884 – 21. února 1972)
- José kardinál Garibi y Rivera (30. ledna 1889 – 27. května 1972)
- Paolo kardinál Giobbe (10. ledna 1880 – 14. srpna 1972)
- Angelo kardinál Dell'Acqua (9. prosince 1903 – 27. srpna 1972)

## Zemřelí v roce 1973
- Fernando kardinál Cento (10. srpna 1883 – 13. ledna 1973)
- Achille kardinál Liénart (7. února 1884 – 15. února 1973)
- Benjamín kardinál de Arriba y Castro (8. dubna 1886 – 8. března 1973)
- Giuseppe Antonio kardinál Ferretto (9. března 1899 – 17. března 1973)
- Joseph-Charles kardinál Lefèbvre (15. dubna 1892 – 2. dubna 1973)
- Arcadio María kardinál Larraona Saralegui CMF (13. listopadu 1887 – 7. května 1973)
- Cesare kardinál Zerba (15. dubna 1892 – 11. července 1973)
- Rufino Jiao kardinál Santos (26. srpna 1908 – 3. září 1973)
- William Theodore kardinál Heard (24. února 1884 – 16. září 1973)
- Peter Thomas Bertram kardinál McKeefry (3. července 1899 – 18. listopadu 1973)
- Giuseppe kardinál Beltrami (17. ledna 1889 – 13. prosince 1973)
- Amleto Giovanni kardinál Cicognani (24. února 1883 – 17. prosince 1973)

## Zemřelí v roce 1974
- Bolesław kardinál Kominek (23. prosince 1903 – 10. března 1974)
- Štěpán kardinál Trochta SDB (26. března 1905 – 6. dubna 1974)
- James Charles kardinál McGuigan (26. listopadu 1894 – 8. dubna 1974)
- Jean Guénolé Louis Marie kardinál Daniélou SJ (14. května 1905 – 20. května 1974)
- Ildebrando kardinál Antoniutti (3. srpna 1898 – 1. srpna 1974)

## Zemřelí v roce 1975
- Paul Pierre kardinál Méouchi (1. dubna 1894 – 11. ledna 1975)
- Lorenz kardinál Jäger (23. září 1892 – 1. dubna 1975)
- Charles kardinál Journet (26. ledna 1891 – 15. dubna 1975)
- József kardinál Mindszenty (29. března 1892 – 6. května 1975)
- Arturo kardinál Tabera Araoz CMF (29. října 1903 – 13. června 1975)
- Luigi kardinál Raimondi (25. října 1912 – 24. června 1975)
- Luis kardinál Concha Córdoba (7. listopadu 1891 – 18. září 1975)
- Maurice kardinál Feltin (15. května 1883 – 27. září 1975)
- Jérôme Louis kardinál Rakotomalala (15. července 1913 – 1. listopadu 1975)
- John Carmel kardinál Heenan (26. ledna 1905 – 7. listopadu 1975)

## Zemřelí v roce 1976
- Joseph-Marie-Eugène kardinál Martin (9. srpna 1891 – 21. ledna 1976)
- Efrem Leone Pio kardinál Forni (10. ledna 1889 – 26. února 1976)
- Carlo kardinál Grano (14. října 1887 – 2. dubna 1976)
- Julius August kardinál Döpfner (26. srpna 1913 – 24. července 1976)
- Giacomo kardinál Lercaro (28. října 1891 – 18. října 1976)
- José kardinál da Costa Nunes (15. března 1880 – 29. listopadu 1976)

## Zemřelí v roce 1977
- Émile kardinál Biayenda (1927 – 20. března 1977)
- William John kardinál Conway (22. ledna 1913 – 17. dubna 1977)
- Francesco kardinál Roberti (7. července 1889 – 16. července 1977)
- Manuel kardinál Gonçalves Cerejeira (29. listopadu 1888 – 2. srpna 1977)
- Dino kardinál Staffa (14. srpna 1906 – 7. srpna 1977)
- Norman Thomas kardinál Gilroy (22. ledna 1896 – 21. října 1977)
- Luigi kardinál Traglia (3. dubna 1895 – 22. listopadu 1977)

## Zemřelí v roce 1978
- Paul Yoshigoro kardinál Taguchi (20. července 1902 – 23. února 1978)
- Giacomo kardinál Violardo (10. května 1898 – 17. března 1978)
- Paul kardinál Yü Pin (13. dubna 1901 – 16. srpna 1978)
- Valerian kardinál Gracias (23. října 1900 – 11. září 1978)
- Boleslaw kardinál Filipiak (1. září 1901 – 14. října 1978)
- Giuse Maria kardinál Trịnh Như Khuê (11. prosince 1898 – 27. listopadu 1978)
- Joseph Richard kardinál Frings (6. února 1887 – 17. prosince 1978)

## Zemřelí v roce 1979
- Reginald John kardinál Delargey (10. prosince 1914 – 29. ledna 1979)
- Jean-Marie kardinál Villot (11. října 1905 – 9. března 1979)
- Alfredo Antonio María kardinál Barbieri OFMCap (12. října 1892 – 6. července 1979)
- James Francis Aloysius kardinál McIntyre (25. června 1886 – 16. července 1979)
- Alfredo kardinál Ottaviani (29. října 1890 – 3. srpna 1979)
- John Joseph kardinál Wright (18. července 1909 – 10. srpna 1979)
- Alberto kardinál di Jorio (18. července 1884 – 5. září 1979)
- Antonio kardinál Caggiano (30. ledna 1889 – 23. října 1979)
- Alfred kardinál Bengsch (10. září 1921 – 13. prosince 1979)

## Zemřelí v roce 1980
- Sergio kardinál Pignedoli (4. června 1910 – 15. června 1980)
- Egidio kardinál Vagnozzi (26. února 1906 – 26. prosince 1980)

## Zemřelí v roce 1981
- blahoslavený Stefan kardinál Wyszyński (3. srpna 1901 – 28. května 1981)
- Franjo kardinál Šeper (2. října 1905 – 30. prosince 1981)

## Zemřelí v roce 1982
- Pericle kardinál Felici (1. srpna 1911 – 22. března 1982)
- John Patrick kardinál Cody (24. prosince 1907 – 25. dubna 1982)
- Carlos Carmelo kardinál de Vasconcelos Motta (16. července 1890 – 18. září 1982)
- Giovanni kardinál Benelli (12. května 1921 – 26. října 1982)

## Zemřelí v roce 1983
- Antonio kardinál Samorè (4. prosince 1905 – 3. února 1983)
- Julio kardinál Rosales y Ras (18. září 1906 – 2. června 1983)
- Mario kardinál Casariego y Acevedo CRS (13. února 1909 – 15. června 1983)
- James Robert kardinál Knox (2. března 1914 – 26. června 1983)
- Joseph kardinál Schröffer (20. února 1903 – 7. září 1983)
- Humberto Sousa kardinál Medeiros (6. října 1915 – 17. září 1983)
- Terence James kardinál Cooke (1. března 1921 – 6. října 1983)
- Alexandre-Charles-Albert-Joseph kardinál Renard (7. června 1906 – 8. října 1983)
- Umberto kardinál Mozzoni (29. června 1904 – 7. listopadu 1983)

## Zemřelí v roce 1984
- Paul-Pierre kardinál Philippe OP (16. dubna 1905 – 9. dubna 1984)
- José Humberto kardinál Quintero Parra (22. září 1902 – 8. července 1984)
- Lawrence Joseph kardinál Shehan (18. března 1898 – 26. srpna 1984)
- Josip Ivanovič kardinál Slipyj (17. února 1892 – 7. září 1984)
- Paolo kardinál Marella (25. ledna 1895 – 15. října 1984)

## Zemřelí v roce 1985
- Antonio kardinál Poma (12. června 1910 – 24. září 1985)
- Maurice kardinál Roy (25. ledna 1905 – 24. října 1985)
- Ermenegildo kardinál Florit (5. července 1901 – 8. prosince 1985)

## Zemřelí v roce 1986
- Miguel Darío kardinál Miranda y Gómez (19. prosince 1895 – 15. března 1986)
- László kardinál Lékai (12. března 1910 – 30. června 1986)
- Carlo kardinál Confalonieri (25. července 1893 – 1. srpna 1986)
- Michele kardinál Pellegrino (25. dubna 1903 – 10. října 1986)
- Avelar kardinál Brandão Vilela (13. června 1912 – 19. prosince 1986)
- Pietro kardinál Parente (16. února 1891 – 29. prosince 1986)

## Zemřelí v roce 1987
- Aníbal kardinál Muñoz Duque (3. října 1908 – 15. ledna 1987)
- Joseph kardinál Parecattil (1. dubna 1912 – 20. února 1987)
- Patrick Aloysius kardinál O'Boyle (18. července 1896 – 10. srpna 1987)
- José María kardinál Bueno y Monreal (11. září 1904 – 20. srpna 1987)
- Stephanos I. kardinál Sidarouss CM (22. února 1904 – 23. srpna 1987)
- Joseph kardinál Höffner (24. prosince 1906 – 16. října 1987)
- Bernard Jan kardinál Alfrink (5. července 1900 – 17. prosince 1987)

## Zemřelí v roce 1988
- Hermann kardinál Volk (27. prosince 1903 – 1. července 1988)
- John Francis kardinál Dearden (15. října 1907 – 1. srpna 1988)
- Louis-Jean-Frédéric kardinál Guyot (7. července 1905 – 1. srpna 1988)
- Maximilien Louis Hubert Egon Vincent Marie Joseph kardinál de Fürstenberg-Stammheim (23. října 1904 – 22. září 1988)
- Thomas Benjamin kardinál Cooray OMI (28. prosince 1901 – 29. října 1988)
- Mario kardinál Nasalli Rocca di Corneliano (12. srpna 1903 – 9. listopadu 1988)

## Zemřelí v roce 1989
- Giuseppe kardinál Siri (20. května 1906 – 2. května 1989)
- Joseph-Albert kardinál Malula (17. prosince 1917 – 14. června 1989)
- Timothy kardinál Manning (15. listopadu 1909 – 23. června 1989)
- George Bernard kardinál Flahiff CSB (26. října 1905 – 22. srpna 1989)
- Ernesto kardinál Civardi (21. října 1906 – 28. listopadu 1989)

## Zemřelí v roce 1990
- Tomás kardinál Ó Fiaich (3. listopadu 1923 – 8. května 1990)
- Joseph-Marie kardinál Trinh van-Can (19. března 1921 – 18. května 1990)
- Julijans kardinál Vaivods (18. srpna 1895 – 23. května 1990)
- José Clemente kardinál Maurer CSsR (13. března 1900 – 27. června 1990)
- Luigi kardinál Dadaglio (28. září 1914 – 22. srpna 1990)
- Władysław kardinál Rubin (20. září 1917 – 28. listopadu 1990)
- Octavio Antonio kardinál Beras Rojas (16. listopadu 1906 – 30. listopadu 1990)

## Zemřelí v roce 1991
- James Darcy kardinál Freeman (19. listopadu 1907 – 16. března 1991)
- Emmanuel Kiwanuka kardinál Nsubuga (5. listopadu 1914 – 20. dubna 1991)
- Franz kardinál Hengsbach (10. září 1910 – 24. června 1991)
- José kardinál Salazar López (12. ledna 1910 – 9. července 1991)
- Henri-Marie kardinál de Lubac SJ (20. února 1896 – 4. září 1991)
- Paul-Émile kardinál Léger PSS (26. dubna 1904 – 13. listopadu 1991)

## Zemřelí v roce 1992
- Sergio kardinál Guerri (25. prosince 1905 – 15. března 1992)
- Giovanni Umberto kardinál Colombo (6. prosince 1902 – 20. května 1992)
- Giuseppe kardinál Paupini (25. února 1907 – 18. července 1992)
- František kardinál Tomášek (30. června 1899 – 4. srpna 1992)
- Jacques-Paul kardinál Martin (26. srpna 1908 – 27. září 1992)
- Lawrence Trevor kardinál Picachy SJ (7. srpna 1916 – 29. listopadu 1992)

## Zemřelí v roce 1993
- Sebastiano kardinál Baggio (16. května 1913 – 21. března 1993)
- Juan Jesús kardinál Posadas Ocampo (10. listopadu 1926 – 24. května 1993)
- Ferdinando Giuseppe kardinál Antonelli OFM (14. července 1896 – 12. července 1993)
- Gordon Joseph kardinál Gray (10. srpna 1910 – 19. července 1993)
- Guido kardinál Del Mestri (13. ledna 1911 – 2. srpna 1993)
- Francesco kardinál Carpino (18. května 1905 – 5. října 1993)
- Victor kardinál Razafimahatratra SJ (8. září 1921 – 6. října 1993)
- Paul kardinál Grégoire (24. října 1911 – 30. října 1993)

## Zemřelí v roce 1994
- Gabriel-Marie kardinál Garrone (12. října 1901 – 15. ledna 1994)
- Justinus kardinál Darmojuwono (2. listopadu 1914 – 3. února 1994)
- Joseph Marie Anthony kardinál Cordeiro (19. ledna 1918 – 11. února 1994)
- Gabriel Auguste François kardinál Marty (18. května 1904 – 16. února 1994)
- Owen kardinál McCann (29. června 1907 – 26. března 1994)
- Pablo kardinál Muñoz Vega SJ (23. května 1903 – 3. června 1994)
- Antoine Pierre kardinál Khoraiche (20. září 1907 – 19. srpna 1994)
- Albert Florent Augustin kardinál Decourtray (9. dubna 1923 – 16. září 1994)
- Vicente kardinál Enrique y Tarancón (14. května 1907 – 28. listopadu 1994)
- Pietro kardinál Pavan (30. srpna 1903 – 26. prosince 1994)

## Zemřelí v roce 1995
- Agnelo kardinál Rossi (4. května 1913 – 21. května 1995)
- Yves Marie-Joseph kardinál Congar OP (8. dubna 1904 – 22. června 1995)
- Robert-Joseph kardinál Coffy (24. října 1920 – 15. července 1995)
- Mario kardinál Revollo Bravo (15. června 1919 – 3. listopadu 1995)
- Dominic Ignatius kardinál Ekandem (1917 – 24. listopadu 1995)

## Zemřelí v roce 1996
- John Joseph kardinál Krol (26. října 1910 – 3. března 1996)
- Alfredo Vicente kardinál Scherer (5. února 1903 – 8. března 1996)
- Mario Luigi kardinál Ciappi OP (6. října 1909 – 22. dubna 1996)
- Léon-Joseph kardinál Suenens (16. července 1904 – 6. května 1996)
- Léon-Étienne kardinál Duval (9. listopadu 1903 – 30. května 1996)
- Joseph Asajiro kardinál Satowaki (1. února 1904 – 7. srpna 1996)
- Joseph Louis kardinál Bernardin (2. dubna 1928 – 14. listopadu 1996)
- Jean Jérôme kardinál Hamer OP (1. června 1916 – 2. prosince 1996)
- Narciso kardinál Jubany Arnau (12. srpna 1913 – 26. prosince 1996)

## Zemřelí v roce 1997
- Juan kardinál Landázuri Ricketts OFM (19. prosince 1913 – 16. ledna 1997)
- Mikel kardinál Koliqi (29. září 1902 – 28. ledna 1997)
- Ugo kardinál Poletti (19. dubna 1914 – 25. února 1997)
- Bernard kardinál Yago (červenec 1916 – 5. října 1997)
- Laurean kardinál Rugambwa (12. července 1912 – 8. prosince 1997)

## Zemřelí v roce 1998
- Eduardo Francisco kardinál Pironio (3. prosince 1920 – 5. února 1998)
- Antonio kardinál Quarracino (8. srpna 1923 – 28. února 1998)
- Jean Marie Julien kardinál Balland (26. července 1934 – 1. března 1998)
- António kardinál Ribeiro (21. května 1928 – 24. března 1998)
- Alberto kardinál Bovone (11. června 1922 – 17. dubna 1998)
- Agostino kardinál Casaroli (24. listopadu 1914 – 9. června 1998)
- John Joseph kardinál Carberry (31. července 1904 – 17. června 1998)
- Anastasio Alberto kardinál Ballestrero OCD (3. října 1913 – 21. června 1998)
- Alois kardinál Grillmeier SJ (1. ledna 1910 – 13. září 1998)
- Carlos kardinál Oviedo Cavada OdeM (19. ledna 1927 – 7. prosince 1998)

## Zemřelí v roce 1999
- Raúl kardinál Silva Henríquez SDB (27. září 1907 – 9. dubna 1999)
- George Haliburton Basil kardinál Hume OSB (2. března 1923 – 17. června 1999)
- Paolo kardinál Dezza SJ (13. prosince 1901 – 17. prosince 1999)

## Zemřelí v roce 2000
- Ignatius kardinál Kung Pin-Mei (2. srpna 1901 – 12. března 2000)
- Antony kardinál Padiyara (11. února 1921 – 23. března 2000)
- Bernardino Carlos Guillermo Honorato kardinál Echeverría Ruiz OFM (12. listopadu 1912 – 6. dubna 2000)
- John Joseph kardinál O'Connor (15. ledna 1920 – 3. května 2000)
- Vincentas kardinál Sladkevičius MIC (20. srpna 1920 – 28. května 2000)
- Paul kardinál Zoungrana MAfr (3. září 1917 – 4. června 2000)
- Augusto kardinál Vargas Alzamora SJ (9. listopadu 1922 – 4. září 2000)
- Vincenzo kardinál Fagiolo (5. ledna 1918 – 22. září 2000)
- Paul Joseph Marie kardinál Gouyon (24. října 1910 – 26. září 2000)
- Egano kardinál Righi-Lambertini (22. února 1906 – 4. října 2000)
- Pietro kardinál Palazzini (19. května 1912 – 11. října 2000)
- Miroslav Ivan kardinál Ljubačivskij (24. června 1914 – 14. prosince 2000)